# 千葉陸軍戦車学校
千葉陸軍戦車学校（ちばりくぐんせんしゃがっこう）とは、現在の千葉県千葉市稲毛区穴川にあった大日本帝国陸軍の教育機関のひとつ。通称は戦車学校（せんしゃがっこう）。陸軍戦車学校として設立され、千葉陸軍戦車学校に改称され、のちに陸軍省外局陸軍機甲本部の所管学校となった。

## 概要
千葉陸軍戦車学校では、戦車をはじめとする車両教育が行われた。
陸軍機甲本部隷下になってからは、中･重戦車を分担した。

## 前身
- 1925年（大正14年）
  - 5月1日：陸軍歩兵学校（千葉） に戦車隊 創設。
- 1933年（昭和8年）
  - 8月1日  ：戦車第2連隊[注釈 1]（習志野）が創設。 連隊の練習部に改編され、教育･研究を担当（長・澁谷秋安 中佐・陸士23期）
- 1936年（昭和11年）
  - 8月1日 ：陸軍戦車学校に改編。陸軍騎兵学校（習志野）内において事務を開始。
    - 戦車第2連隊の練習部と下士官候補者隊が基幹で分離独立し、これに教導隊･練習隊を加わえたものが学校となる。

## 沿革
- 1936年（昭和11年）
  - 8月1日  ：千葉県千葉郡津田沼町習志野偕行社内に陸軍戦車学校を仮設置。同日より事務を開始[1]。
  - 12月1日：千葉県千葉市黒砂町に移転。同日より事務を開始[2]。

- 1939年（昭和14年）
  - 8月1日  ：少年戦車兵生徒隊を設置（生徒隊長：斎藤俊男 中佐）[3][4]。
  - 12月1日：少年戦車兵生徒 第1期生150名の教育を開始。
- 1940年（昭和15年）
  - 9月15日：『兵科廃止』[注釈 2][注釈 3][注釈 4][注釈 5]。
  - 12月1日：少年戦車兵生徒 第2期生 230名 入学。
- 1941年（昭和16年）
  - 5月24日：陸軍機甲本部長隷下に編入[注釈 6]。（ 陸軍騎兵学校は軽機甲.千葉陸軍戦車学校は中･重戦車.公主嶺陸軍戦車学校は総合機甲に教育を分担。）
  - 7月31日：少年戦車兵生徒 第1期生 150名 繰上卒業[注釈 7]。
  - 12月1日：勅令第1015号により、「少年戦車兵生徒隊」は「陸軍少年戦車兵学校」として陸軍戦車学校内にて分離･独立。
  - 12月1日：少年戦車兵生徒 第3期生 500名 入学。
- 1942年（昭和17年）
  - 7月　　：満州に四平陸軍戦車学校が新設されたことによって千葉陸軍戦車学校と改称。
  - 7月16日：静岡県上井出に、陸軍少年戦車兵学校の新校舎 完成（戦車第21連隊用準備地）。
  - 8月1日 ：職員･生徒 転営完了。
- 1944年（昭和19年） 
  - 7月 　 ：下士官候補者隊を幹部候補生隊に改編。
  - 7月6日：学校に動員下令[5]。本部･教導隊･材料廠が戦車第4師団･戦車第28連隊（長･井上直造 少佐：陸士45期）編成要員となり、学生教育を中止。
- 1945年（昭和20年）
  - 3月　　：四平陸軍戦車学校から教官を転属させ、本土決戦要員の教育を再開。
  - 8月　　：終戦を迎え解散。

## 組織・教育区分
- 本部
- 教育部：戦車部隊の学術および通信･整備の教育研究を担当
  - 甲種学生（中隊長）
  - 乙種学生（通信）
  - 丙種学生（整備）
  - 丁種学生（初級将校）
- 教導連隊：戦車の教育支援
- 練習隊：軽装甲車の教育支援
- 材料廠

## 人事

### 歴代校長
- 安岡正臣 少将（陸士18期）：1936年8月1日 - 1938年2月15日
- 田辺盛武 少将（陸士22期）：1938年2月15日 - 1939年10月2日
- 岡田資 少将（陸士24期）  ：1939年10月14日 - 1940年9月24日
- 井上芳佐 少将（陸士25期）：1940年9月24日 - 1941年12月5日
- 岩仲義治 少将（陸士26期）：1941年12月5日 - 1943年6月10日
- 当山弘道 少将（陸士28期）：1943年6月10日 - 1944年7月8日
- （＊欠員）　　　　　：1944年7月8日 - 1944年12月22日
- 来嶌則和 大佐（陸士27期）：1944年12月22日 - 閉校

### 歴代幹事
- 木村民蔵 大佐（陸士21期）：1936年8月1日 - 1937年8月2日
- 井上芳佐 大佐（陸士25期）：1937年8月2日 - 1938年7月15日
- 岩仲義治 大佐（陸士26期）：1938年12月10日 - 1940年12月2日  (＊1940年8月1日 少将)
- 細見惟雄 大佐（陸士25期）：1940年12月2日 - 1941年10月15日

### 教官
- 玉田美郎 中佐（陸士25期）：1936年 -
- 井上芳佐 大佐（陸士25期）：1936年8月1日 - 1937年8月2日
- 当山弘道 中佐（陸士28期）：1936年12月1日 - 1937年8月2日
- 加登川幸太郎 大尉（陸士42期）：1938年6月 -1939年　(＊研究部主事 並 教官)
- 藤田実彦 少佐（陸士33期）：1938年 - 1940年12月　 (＊1939年3月 中佐)
- 小林捨三 中佐（陸士31期）：1944年2月10日 - 1944年7月8日

### 研究部
- 主事：岩仲義治 中佐（陸士26期）：1936年12月1日 - 1937年10月15日  (＊1937年8月2日 大佐)
- 主事：加登川幸太郎 大尉（陸士42期）：1938年6月 - 1939年 (＊研究部主事 並 教官)
- 主事：李鍵公 少佐（陸士42期）：1943年2月3日 - 1944年5月12日　(＊1943年3月1日 中佐)
- 部員：原乙未生 砲兵中佐（陸士27期）：1936年12月1日 - 1939年3月9日　(＊1937年8月2日 大佐)

### 教導隊長
- 細見惟雄 中佐（陸士25期）：1936年8月1日 - 1939年4月1日　(＊1937年8月2日 大佐)
- 井田君平 中佐（陸士30期）：1942年6月17日 - 1943年8月2日

### 学校 附
- 矢崎勘十 中佐（陸士26期）：1936年8月1日 - 1936年12月1日
- 重見伊三雄 少佐（陸士27期）： - 1939年8月1日　(＊1937年8月 中佐)
- 寺田雅雄 大佐（陸士29期）：1939年10月26日 - 1940年8月1日
- 玉田美郎 少将（陸士25期）：1941年10月15日 - 1941年12月1日　(＊ 陸軍少年戦車兵学校長 要員)
- 閑院宮春仁王 大佐（陸士36期）：1942年3月2日 - 1942年10月1日

## 跡地
内務省地理調査所（国土地理院の前身機関）、稲毛区役所、穴川中央公園、千葉県立京葉工業高等学校等。